# Vlag van Angus
De vlag van Angus is de vlag van het Schotse graafschap Angus. Deze vlag is niet officieel, maar wel gebruikt door Angus County Council.
Hij bestaat uit vier kwartieren met daarin een rode gekroonde leeuw, een gouden kruisbloem, een blauw-wit geruite streep gekruist met een rode riem met gespen en een afbeelding van het hart van Robert I om de vier oude graafschappen van Angus voor te stellen.